# Непарна функція

Приклад непарної функції: f(x) = x^{3}.

Непа́рна фу́нкція — функція {\displaystyle f:X\subset \mathbb {R} \to \mathbb {R} }, визначена на симетричній (відносно початку координат) множині {\displaystyle X}, яка змінює знак при зміні знаку аргумента, тобто:
{\displaystyle f(-x)=-f(x),\quad \forall x\in X.\,}
Графік непарної функції центрально-симетричний відносно початку координат.

## Властивості
- Сума і різниця непарних функцій буде непарною функцією
- Композиція непарних функцій буде непарною функцією
- Добуток і частка непарних функцій буде парною функцією
- Довільну функцію можна розкласти в суму парної та непарної функцій

## Приклади
- {\displaystyle y=-x}
- {\displaystyle y=x^{3}}
- {\displaystyle y=4x^{5}-2x^{3}+7x+{\frac {2}{x}}} (тільки непарні степені)
- {\displaystyle y=\sin x}

## Алгоритм дослідження функції на непарність
Дослідити функцію на непарність — з'ясувати, чи є задана функція непарною.
Алгоритм дослідження функції {\displaystyle y=f(x)} на непарність:
- Скласти вираз {\displaystyle f(-x)}, для цього у функції  {\displaystyle y=f(x)} замінити аргумент {\displaystyle x} на {\displaystyle -x};
- Порівняти {\displaystyle f(-x)} і {\displaystyle -f(x)}, якщо  {\displaystyle f(-x)=-f(x)}, то функція - непарна.